# Ґромадно (Великопольське воєводство)
Ґромадно (пол. Gromadno, нім. Gromaden) — село в Польщі, у гміні Вижиськ Пільського повіту Великопольського воєводства.
Населення — 337 осіб (2011).
У 1975-1998 роках село належало до Пільського воєводства.

## Демографія
Демографічна структура станом на 31 березня 2011 року:
|          | Загалом | Допрацездатний вік | Працездатний вік | Постпрацездатний вік |
| -------- | ------- | ------------------ | ---------------- | -------------------- |
| Чоловіки | 177     | 54                 | 107              | 16                   |
| Жінки    | 160     | 39                 | 86               | 35                   |
| Разом    | 337     | 93                 | 193              | 51                   |